# Бхакти Бхагаватамрита Кешава Свами
Бха́кти Бхагаватамрита Кешава Свами (Кешава Свами; IAST: Bhakti Bhagavatāmrita Keśava Svāmī; домонашеское имя — Вивасва́н(а) Да́с(а), IAST: Vivasvān Dāsa; имя при рождении — Владимир Валентинович Ивлев, род. 28 апреля 1967, Ставропольский край, Зеленокумск) — вайшнавский религиозный деятель, один из духовных лидеров Международного общества сознания Кришны (ИСККОН), с 1999 года исполянет обязанности регионального секретаря в восточной части Южного региона России.
В 2014 году получил посвящение в санньясу от Бхакти Вигьяны Госвами, став пятым российским санньяси, получив при этом имя Бхакти Бхагаватамрита Кешава Свами.
Член Руководящего совета Центра обществ сознания Кришны в России, один из «инициирующих гуру» ИСККОН. Преподаватель института прикладных духовных технологий им. Джона Фэйворса. Преподаватель и духовный наставник Школы лидерства и сотрудничества.